# 史俊南
史俊南（1919年9月16日—2020年10月13日），男，江苏宜兴人，中国口腔医学教育家，中国人民解放军第四军医大学口腔医学院教授、主任医师、博士生导师。